# Гальвано, Мауро
Мауро Гальвано (итал. Mauro Galvano; род. 30 марта 1964, Фьюмичино) — итальянский боксёр, представитель средней и полутяжёлой весовых категорий. Выступал за сборную Италии по боксу в середине 1980-х годов, двукратный чемпион итальянского национального первенства, победитель и призёр турниров международного значения. В период 1986—1997 годов боксировал на профессиональном уровне, владел титулом чемпиона мира по версии Всемирного боксёрского совета (WBC).

## Биография
Мауро Гальвано родился 30 марта 1964 года в городе Фьюмичино, Италия.

### Любительская карьера
Начинал боксёрскую карьеру как любитель, ещё в 1982 году выступал на чемпионате Италии по боксу, но большого успеха тогда не добился, выбыв из борьбы за медали уже на предварительном этапе.
В 1984 и 1985 годах становился чемпионом Италии в средней и полутяжёлой весовых категориях соответственно. Одержал победу на Кубке Акрополиса в Афинах, был лучшим на открытом чемпионате Франции в Сен-Назере, побывал на чемпионате Европы в Будапеште, где в 1/8 финала был остановлен финном Пеккой Лаасаненом.

### Профессиональная карьера
Покинув расположение итальянской национальной сборной, в феврале 1986 года Гальвано успешно дебютировал на профессиональном уровне. Впоследствии дважды претендовал на титул чемпиона Италии в полутяжёлом весе, но в первом случае была ничья, а во втором он проиграл.
В марте 1990 года победил британца Марка Кейлора (38-5-1) в бою за титул чемпиона Европейского боксёрского союза (EBU) во второй средней весовой весовой категории.
Имея в послужном списке 15 побед и только одно поражение, удостоился права оспорить вакантный титул чемпиона мира во втором среднем весе по версии Всемирного боксёрского совета (WBC), при этом другим претендентом стал аргентинец Дарио Вальтер Маттеони (26-1-1). Чемпионский бой между ними состоялся в декабре 1990 года в Монте-Карло и продлился все отведённые 12 раундов, в итоге судьи единогласным решением отдали победу Гальвано.
Полученный пояс чемпиона Гальвано сумел защитить дважды. Лишился его в рамках третьей защиты в октябре 1992 года, проиграв англичанину Найджелу Бенну (33-2) — уже в третьем раунде получил сильное рассечение над глазом и вынужден был отказаться от продолжения поединка.
В марте 1993 года предпринял попытку вернуть себе титул чемпиона мира WBC и вновь вышел на ринг против Найджела Бенна (35-2), однако на сей раз уступил ему по очкам.
В ноябре 1993 года боксировал с соотечественником Винченцо Нардьелло (24-2) в бою за вакантный титул чемпиона EBU, но проиграл ему единогласным решением судей.
Последний раз выступал на профессиональном уровне в марте 1997 года, когда в бою за вакантный титул чемпиона EBU потерпел поражение техническим нокаутом от россиянина Андрея Шкаликова (40-3-1) — на этом поражении принял решение завершить спортивную карьеру. В общей сложности провёл на профи-ринге 40 боёв, из них 30 выиграл (в том числе 7 досрочно), 8 проиграл, тогда как в двух случаях была зафиксирована ничья.